# Legeme (fysik)
 For alternative betydninger, se Legeme. (Se også artikler, som begynder med Legeme)
Et legeme er i fysik det, der har masse og som fylder rum. Legemer består af stof.
I teoretisk fysik anvendes tre betragtningsmåder, der gradvis bliver mere raffinerede:
- punktlegeme: Ingen (eller uendelig lille) rumlig udstrækning med en veldefineret masse. Det kaldes ofte for tyngdepunktet og er ofte en god model for et udstrakt legeme.
- samling af punktlegemer: et udstrakt legeme dannes af et antal (ofte stive) forbindelser mellem punktlegemer
- kontinuert fordeling: overgang fra sum af punktlegemer til et rumintegral over tætheden.

Indenfor den klassiske mekanik kan legemer foretage translations- og rotationsbevægelser.